# Henryk Janus
Henryk Janus (ur. 29 maja 1910 w Rokitnicy, zm. 19 października 1966) – polski prawnik i polityk, poseł na Sejm PRL IV kadencji. 

## Życiorys
Urodził się w rodzinie górniczej na Górnym Śląsku. Uczęszczał do gimnazjum w Tarnowskich Górach. W czasie studiów w Poznaniu został przyjęty do Korporacji Akademickiej Silesia, w której w roku akademickim 1934/1935 objął stanowisko prezesa. W 1936 ukończył studia prawnicze na Wydziale Prawa Uniwersytetu Poznańskiego, po czym pracował jako urzędnik w administracji państwowej. W 1939 walczył w wojnie obronnej 1939 w bitwie nad Bzurą, w wyniku czego dostał się do niewoli (przebywał do 1945 w Oflagu II C Woldenberg). 
W 1945 znalazł się ponownie na Górnym Śląsku, organizując polską administrację na Ziemiach Odzyskanych. Wstąpił do Stronnictwa Demokratycznego. Pełnił obowiązki wicestarosty i starosty opolskiego, a po likwidacji samorządu w 1950 objął funkcję przewodniczącego prezydium Powiatowej Rady Narodowej w Opolu. W latach 50. pracował jako dyrektor Dyrekcji Budowy Osiedli Robotniczych w Opolu oraz naczelny dyrektor Wojewódzkiego Zjednoczenia Budownictwa Terenowego. W latach 1956–1965 pełnił obowiązki zastępcy przewodniczącego Prezydium Wojewódzkiej Rady Narodowej w Opolu. 
W latach 1955–1966 stał na czele struktur Stronnictwa Demokratycznego na Śląsku Opolskim jako przewodniczący Wojewódzkiego Komitetu w Opolu. W 1965 objął mandat posła na Sejm PRL IV kadencji z okręgu Nysa, w parlamencie zasiadał w Komisji Planu Gospodarczego i Finansów. 
Został pochowany na cmentarzu komunalnym w Opolu (sektor 1 Zasłużonych-2-5).
Był patronem ulicy w Opolu (obecnie ul. ks. o. Edwarda Frankiewicza).

## Ordery i odznaczenia
- Krzyż Kawalerski Orderu Odrodzenia Polski
- Złoty Krzyż Zasługi (18 stycznia 1946)[5]
- Medal 10-lecia Polski Ludowej (1955)